# Relations entre l'Algérie et la Pologne
Les relations entre l'Algérie et la Pologne se réfèrent aux relations bilatérales, diplomatiques et culturelles entre la République algérienne démocratique et populaire et la République de Pologne.

## Présentation
Les deux pays ont des liens historiques, retracés avec les similitudes de la lutte pour la liberté des Polonais et des Algériens des conquérants étrangers et il a eu une influence significative qui remonte encore à aujourd'hui.

### Relations officielles
La Pologne maintient une ambassade à Alger et l'Algérie est représentée en Pologne par son ambassade à Varsovie.

### Relations historiques
Parallèlement aux longues luttes historiques des Vietnamiens contre la domination étrangère, dont ont été témoins la majorité des troupes algériennes pendant la guerre d'Indochine ; la lutte polonaise pour la liberté s’est inspirée d’une autre grande inspiration des Algériens de toutes les élites algériennes qui éduquaient en Europe et qui s’opposaient au colonialisme français, qui a ensuite déclenché la guerre d'Algérie en 1954.
Le Front de libération nationale aurait été influencé par la lutte polonaise contre l’Allemagne nazie ainsi que l'Union soviétique tout au long de la Seconde Guerre mondiale.

### Relations modernes

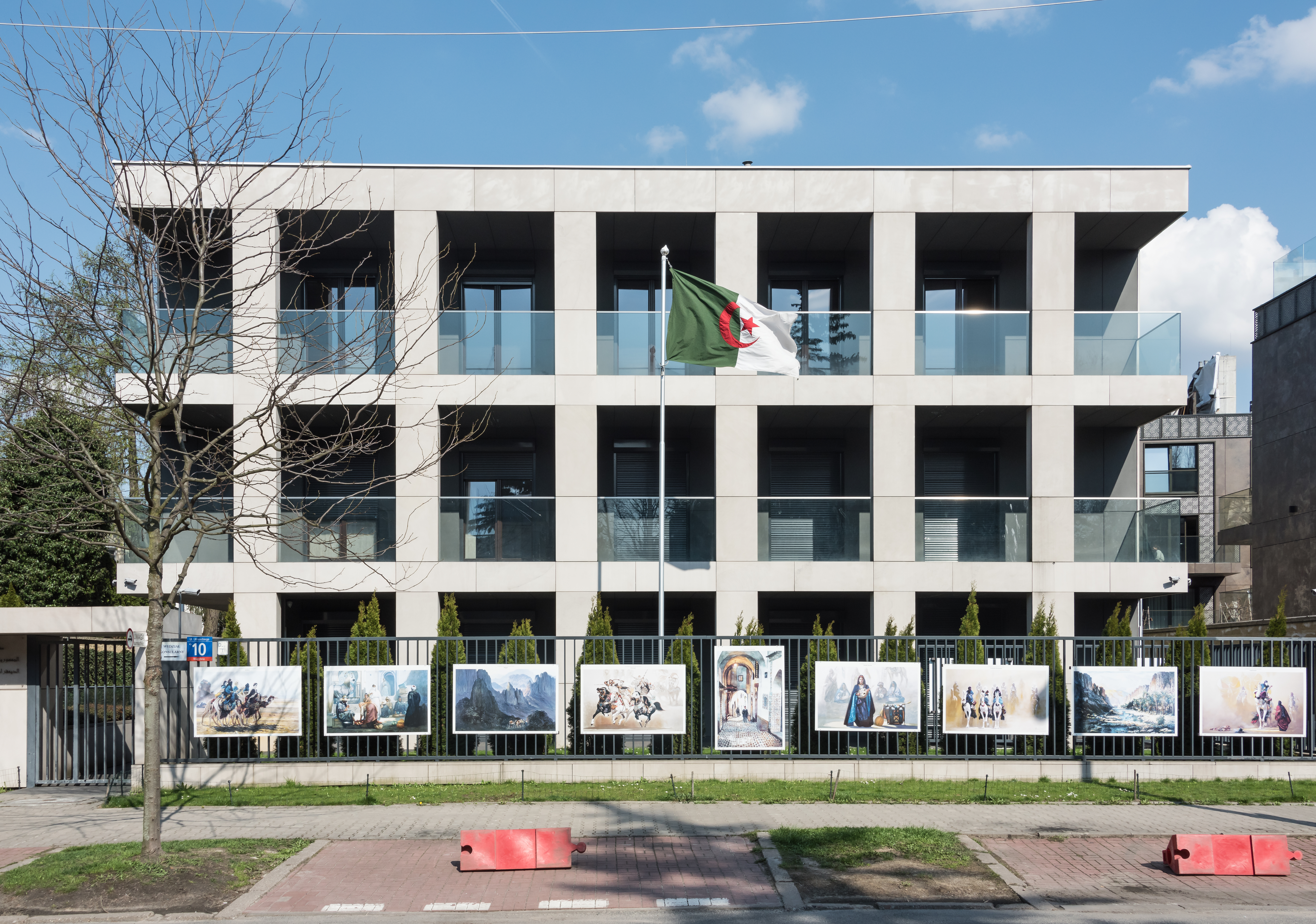
Ambassade d'Algérie à Varsovie.

La Pologne et l'Algérie entretiennent des relations significatives dans le monde des affaires En 2016, la Pologne et l'Algérie ont aboli l'obligation de visa pour les détenteurs de passeports diplomatiques.
Le ministre polonais des Affaires étrangères s'était rendu en Algérie en 2017 pour renforcer le commerce et la coopération entre les deux pays,. Le ministre algérien Mustapha Guitouni renforce également la coopération énergétique avec la Pologne.
L'Algérie considère la Pologne comme un partenaire important en Europe.